# ميشيلا يوهانسون
ميشيلا يوهانسون هي لاعب كرة مضرب سويدية، ولدت في 6 مارس 1988.

## وصلات خارجية
- ميشيلا يوهانسون على موقع رابطة محترفات التنس (الإنجليزية)
- ميشيلا يوهانسون على موقع الاتحاد الدولي لكرة المضرب (الإنجليزية)
- ميشيلا يوهانسون على موقع كأس بيلي جين كينغ (الإنجليزية)
- ميشيلا يوهانسون على موقع خلاصة التنس.كوم (الإنجليزية)
- ميشيلا يوهانسون على موقع إي إس بي إن.كوم (الإنجليزية)